# Iodictyum atriarium
Iodictyum atriarium är en mossdjursart som beskrevs av Hayward 2004. Iodictyum atriarium ingår i släktet Iodictyum och familjen Phidoloporidae. Inga underarter finns listade i Catalogue of Life.